# لاک‌پشت اطلس
لاک‌پشت اطلس (نام علمی: Megalochelys atlas) نام یک گونه از تیره لاک‌پشت زمینی است.